# Гребенников, Владимир Алексеевич
Владимир Алексеевич Гребенников (22 августа 1932 — 20 декабря 1992) — советский хоккеист, мастер спорта СССР (1955), центральный нападающий.

## Биография
Начал играть в 1949 в Москве в заводской команде. В 1950 перешёл в московский «Спартак». В 1953-54 играл за ДК им. К. Маркса (Электросталь).
В 1954 вместе с партнером по звену Виктором Пряжниковым, по профсоюзной линии переведен в клуб «Крылья Советов» (Москва), где провел 10 лет. В 1965-66 играл в команде «Спартак» (Рязань).
В 1966-1969 — тренер «Спартак» (М). С 1970 трудился на московском заводе «Промсвязь».

## Достижения
- Третий призёр ЗОИ 1960.
- Второй призёр ЧМ 1957, третий призёр ЧМ 1960, чемпион Европы 1960. В ЧМЕ и ЗОИ — 11 матчей, 8 голов.
- Чемпион СССР 1957, второй призёр чемпионатов СССР 1956, 1958, третий призёр 1959, 1960. В чемпионатах СССР — 302 матча, 254 гола.
- Лучший снайпер чемпионата СССР 1956 (46 шайб).
- Чемпион зимней Спартакиады народов РСФСР 1958.
- Член Клуба Всеволода Боброва.